# Edmund Dygulski
Edmund Dygulski (ur. 16 listopada 1917 w Kruszynie, zm. 29 lutego 1996) – polski adwokat i działacz polityczny.

## Życiorys
Był synem Ryszard i Eugenii. W okresie okupacji niemieckiej uczestniczył w tajnych kompletach na Wydziale Prawa Uniwersytetu Warszawskiego. Był żołnierzem Armii Krajowej, w szeregach której od 1 sierpnia 1944 walczył w powstaniu warszawskim. Uczestniczył m.in. w walkach na Woli. W sierpniu 1944 został wywieziony do obozu koncentracyjnego KL Buchenwald. W 1946 ukończył studia prawnicze. Wykonywał zawód adwokata. Był obrońcą w powojennych procesach politycznych. Współpracował m.in. z Janem Olszewskim, Tadeuszem de Virion i Edwardem Wende.
W latach 90. był współzałożycielem partii Przymierze Samoobrona oraz obrońcą Andrzeja Leppera. W wyborach parlamentarnych w 1993 bez powodzenia ubiegał się o mandat senatorski z ramienia komitetu Samoobrona – Leppera w okręgu poznańskim (otrzymał 28 878 głosów i zajął dwunaste miejsce spośród piętnastu kandydatów).

## Odznaczenia
Został odznaczony m.in. Krzyżem Armii Krajowej, Krzyżem Walecznych, Warszawskim Krzyżem Powstańczym, Krzyżem Komandorskim Orderu Odrodzenia Polski i Krzyżem Komandorskim z Gwiazdą Orderu Pro Merito Melitensi.